# Municipio de Yalta
El municipio de Yalta (en ucraniano: Ялтинська міська рада, en ruso: Ялтинский городской совет, en tártaro de Crimea: Yalta şeer şurası), también conocido como Gran Yalta es un municipio de Ucrania situado en la República Autónoma de Crimea. Es una de las 25 regiones de la República Autónoma de Crimea. Se trata de una región turística, ubicada en la costa sur de Crimea, uno de los territorios recreativos más famosos de la antigua Unión Soviética.

## Localidades
Además de las ciudades de Yalta y Alupka la región incluye 21 pequeñas ciudades y 9 pueblos que están organizados en 7 comunidades administrativas.
| 1 - Comunidad de Yalta - Yalta 2 - Comunidad de Alupka - Alupka 3 - Comunidad de Foros - Foros - Olyva - Sanatorne 4 - Comunidad Gaspra - Gaspra 5 - Comunidad de Gurzuf - Gurzuf - Danylivka - Krasnokamianka - Liniine - Partyzanske 6 - Comunidad de Koreiz - Koreiz - Miskhor | 7 - Comunidad de Livadia - Livadia - Vynohradne - Vysokohirne - Girske - Kuybysheve - Kurpaty - Oreanda - Okhotnyche 8 - Comunidad de Massandra - Massandra - Nikita - Voskhod - Otradne - Sovetske 9 - Comunidad de Simeiz - Simeiz - Berehove - Golubi Zaliv - Katsiveli - Opolzneve - Parkove - Ponyzivka |